# Weisendorf
Weisendorf – gmina targowa w Niemczech, w kraju związkowym Bawaria, w rejencji Środkowa Frankonia, w regionie Industrieregion Mittelfranken, w powiecie Erlangen-Höchstadt. Leży około 15 km na północny zachód od Erlangen.

## Dzielnice
W skład gminy wchodzą następujące dzielnice: Boxbrunn, Buch, Kairlindach, Mitteldorf, Nankendorf, Neuenbürg, Oberlindach, Reinersdorf, Reuth, Rezelsdorf, Sauerheim, Schmiedelberg, Sintmann i Weisendorf

## Historia
Pierwsze wzmianki o Weisendorf pojawiły się w 1288.

## Polityka
Rada gminy składa się z 21 członków:
|      | CSU | SPD | FW |   | UWG Buch-Nankendorf | Obywatelska Wspólnota Wyborcza | Razem |
| 2002 | 7   | 3   | 3  | 2 | 6                   | 21 miejsc                      |       |